# Käthe Hannemann
Käthe Hannemann, auch Käthchen Hannemann, (31. Mai 1881 Westpreußen – nach 1935) war eine deutsche Theaterschauspielerin.

## Leben
Hannemann, die Tochter des langjährigen Direktors des Tilsiter Stadttheaters Emil Hannemann (gest. 1904) und dessen Ehefrau Ludmilla, stand bereits mit zwölf Jahren in Kinderrollen auf der Bühne. Ihre eigentlich Karriere begann aber erst 1897, ebenfalls in Tilsit. Dort blieb sie bis 1900 und ging dann nach Köln, wo sie im Fach der jugendlichen Liebhaberinnen und Naiven reüssierte. Danach wirkte sie erfolgreich in Berlin. Ihr Bruder war der Schauspieler Karl Hannemann (1895–1953), der im Umfeld Else Lasker-Schülers auftaucht. Um 1902 wechselte sie an das Deutsche Volkstheater in Wien, zehn Jahre später nach Berlin.
Sie war eine anmutige Schauspielerin, natürlich, frisch, überzeugend und sicher. Aus ihrem Repertoire sind zu erwähnen „Haubenlerche“, „Trude“ in Johannisfeuer, „Trude“ im Probekandidat, „Gisa Holm“ etc.